# جان کوریلیانو
جان کوریلیانو (انگلیسی: John Corigliano؛ زادهٔ ۱۶ فوریهٔ ۱۹۳۸) یک موسیقی‌دان اهل ایالات متحده آمریکا است.
وی همچنین برنده جوایزی همچون کمک هزینه گوگنهایم و جایزه اسکار برای موسیقی فیلم ویولن قرمز شده است.